# Погреб'я
Погреб'я (рум. Pohrebea) — село в Дубесарському районі Молдови. Входить до складу комуни, адміністративним центром якої є село Кошніца. Село розташоване на лівому березі Дністра.